# Abbazia di Petershausen
L'abbazia di Petershausen (Kloster, Reichskloster o Abtei Petershausen) fu un'abbazia benedettina situata nel villaggio di Petershausen, oggi parte della città di Costanza, nell'attuale stato del Baden-Württemberg, in Germania.

## Storia

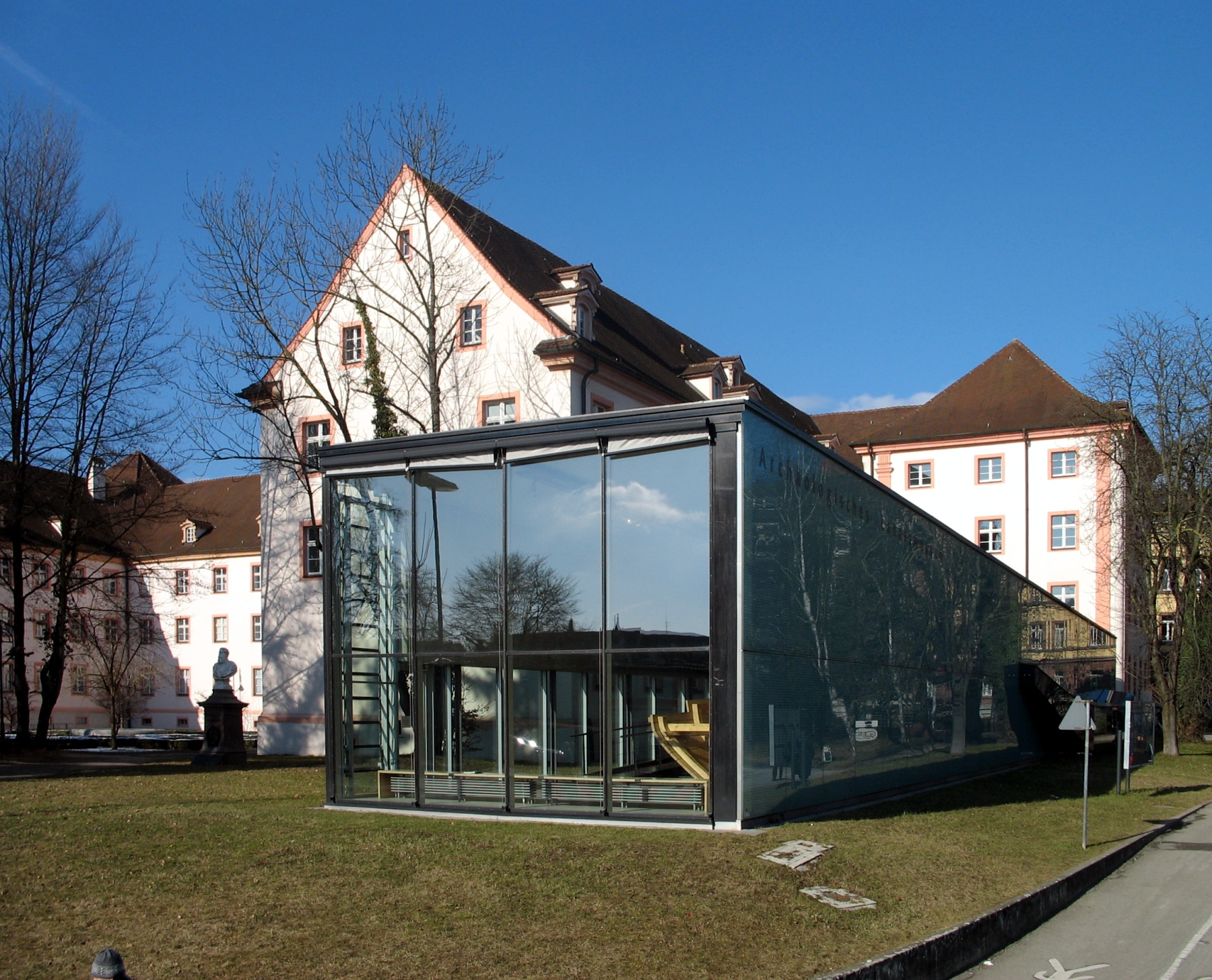
L'abbazia di Petershausen, oggi un museo

L'abbazia venne fondata nel 983 dal Vescovo Gebardo di Costanza, e i suoi primi monaci provenivano dall'abbazia di Einsiedeln. Sotto il governo dell'abate Teodorico (1086 - 1116), vennero introdotte le Riforme di Hirsau. Dal momento che essa si schierò dalla parte del pontefice nella Lotta per le investiture, l'abbazia venne chiusa per mano dell'imperatore dal 1103 al 1106.
Nel 1159 la struttura venne quasi completamente distrutta da un incendio e venne ricostruita in forme più allargate tra il 1162 ed il 1180, ottenendo sotto l'Imperatore Federico II lo status di abbazia imperiale. L'abbazia entrò in declino tra il XIII ed il XIV secolo e soffrì fortemente della riforma protestante, pur sopravvivendo sino al 1802.
In quell'anno, con la mediatizzazione dei territori tedeschi, l'abbazia venne dissolta e la sua copiosa biblioteca venne acquistata dall'Università di Heidelberg. La chiesa venne quindi demolita e le parti rimanenti vennero utilizzate per accogliere un ospedale psichiatrico e una caserma. Attualmente la struttura ospita il museo di archeologia dello stato del Baden-Württemberg.